# 谷歌金山词霸
谷歌金山词霸是一款基于互联网查询的翻译软件。它是由谷歌与金山软件在原有金山词霸软件的基础上合作开发的，于2008年5月8日发布第一个版本。支持简体中文、日语和英语的互译，可实现桌面取词、词汇翻译、句子翻译、全文翻译、网页翻译等功能。

## 特点
谷歌金山词霸与传统词典软件不同的是：它的查询与翻译功能并不单纯的依赖于安装到计算机本地硬盘上的离线词库。在用户连接到互联网的情况下，谷歌金山词霸会利用互联网搜索引擎进行查询或翻译。这一技术被俗称为“网络释义”，最早是在2006年底由网易发布的有道词典上使用。

## 停止开发
谷歌与金山软件在谷歌金山词霸方面的合作，于2010年5月到期之后就没有续期下去；因此，谷歌金山词霸停止了开发，下载官网换成了“金山词霸2010 beta版”。